# Сибирский 37-й стрелковый полк
37-й Сибирский стрелковый полк — армейское стрелковое формирование (стрелковый полк) Вооружённых сил Российской империи.
Полковой праздник — 6 августа. Дислокация воинской части, на 1 февраля 1913 года — город Благовещенск, Амурская область.

## История
20 февраля 1910 года после присоединения батальона 3-го Сибирского стрелкового полка и Благовещенского резервного батальона к 1-му Сретенскому Сибирскому резервному полку были сформирован 37-й Сибирский стрелковый полк.
В годы Первой мировой войны стрелковый полк входил в состав 1-й бригады 10-й Сибирской стрелковой дивизии 4-го Сибирского армейского корпуса. Принимал участие в Нарочской операции 1916 года. В марте 1918 года в связи с демобилизацией полк расформирован.

## Командиры
- 24.04.1905 — 5.01.1907 гг. — полковник Радецкий Фёдор Фёдорович
- 29.07.1911 — после 1912 гг. — полковник Оберучев Николай Михайлович
- 24.01.1916 — 24.01.1917 гг. — полковник Аппельгрен Арвид Конрадович

## Знаки отличия
- Полковое знамя Георгиевское «За отличіе въ войну съ Японіей 1904 и 1905 годовъ» (на отр. Георг. ленты) пожаловано 1-му Сретенскому Сибирскому пехотному полку 1-го января 1907 года.
- Знаки на головные уборы для нижних чинов и нагрудные для офицеров с надписью «За оборону Благовещенска в 1900 году», пожалованные 19 февраля 1903 года Благовещенской местной команде и переданные 1-й роте Благовещенского резервного батальона.

## Известные личности
- Вечный, Пётр Пантелеймонович (1891—1957) — генерал-лейтенант РККА, в 1915—1918 годах воевал в полку рядовым и офицером.
- Котульский, Александр Григорьевич (1886—?) — георгиевский кавалер, полковник.
- Лампсаков, Николай Александрович (1875—1937) — полковой врач.
- Рихтер, Владимир Гвидович (1886—1968) — ротмистр, командир команды разведчиков.
- Иорданский Анатолий Александрович (1888—1937) — капитан РИА, зам. первого секретаря центрального Осоавиахима